# Villepot
Villepot – miejscowość i gmina we Francji, w regionie Kraj Loary, w departamencie Loara Atlantycka.
Według danych na rok 2010 gminę zamieszkiwały 653 osoby, a gęstość zaludnienia wynosiła 32 osób/km².